# Сирануйш
Сирануйш (арм. Սիրանույշ, при рождении Меропэ Кантарджян (арм. Մերոպե Սահակի Գանթարճյան); 25 мая 1857, Константинополь — 10 июня 1932, Каир) — армянская актриса.
Игра Сирануйш получила высокую оценку М. Н. Ермоловой, А. И. Южина-Сумбатова.

## Биография
Родилась в артистической семье.
- 1873 — начала выступать на сцене театра П. Магакяна в Стамбуле
- 1875 — поступила в театральную труппу Акопа Вардовяна в Стамбуле.

Играла в спектаклях на армянском и турецком языке. Выступала главным, образом в мелодрамах и армянских исторических трагедиях классицистического направления
- 1879 — после русско-турецкой войны 1877-1878, когда гонения османского правительства против армян особенно усилились, вместе с Адамяном и своей сестрой Астхик переезжает в Тифлис. Выступала в Баку, Эривани, Тифлисе
- 1881 — вместе с сестрой вернулась в Константинополь, но в это время османское правительство закрыло все армянские театры. Гастролировала по Румынии, Болгарии, Греции и Египту, играя в драматических и опереточных спектаклях
- 1897 — приглашена в армянский театр Баку, выступает в Эривани, Александрополе, Новом Нахичеване, Шуше, Тифлисе
- 1909 — в Баку было отмечено 35-летие артистической деятельности
- 1912 — во главе группы армянских актёров гастролировала в Москве и Петербурге

## Роли
- Офелия — «Гамлет» Шекспира, 1880
- Рузан — «Рузан» Мурацана, 1892
- Маргарита Готье — «Дама с камелиями» Дюма-сына, 1892
- Маргарит — «Супруги» Сундукяна, 1897
- Медея — «Медея» Суворина и Буренина, 1898
- Кручинина — «Без вины виноватые» А. Н. Островского, 1898
- Жанна д'Арк, Иоанна, Мария Стюарт — «Орлеанская дева» Шиллера, 1899
- Гамлет — «Гамлет» Шекспира, 1901
- Настасья Филипповна — «Идиот» Достоевского, 1904
- Зейнаб — «Измена» Южина-Сумбатова, 1904
- Дездемона — «Отелло» Шекспира
- Катарина — «Укрощение строптивой» Шекспира
- Катарина — «Анджело» Гюго
- Юлинька — «Доходное место» А. Н. Островского
- Леди Макбет — «Макбет» Шекспира
- Кекел — «Пэпо» Сундукяна
- Анани — «Еще одна жертва» Сундукяна
- Лидочка — «Свадьба Кречинского» Сухово-Кобылина
- Софья — «Горе от ума» Грибоедова
- Амалия — «Разбойники» Шиллера
- Гонерилья — «Король Лир» Шекспира
- Порция — «Венецианский купец» Шекспира
- Фатымэ — «Леблебиджи Хор-Хор-Ага» Т. Чухаджяна